# Schwarzes Bergkänguru

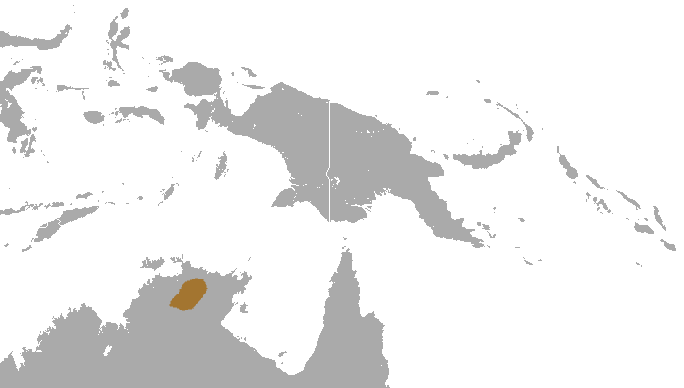
Verbreitungskarte des Schwarzen Bergkängurus

Das Schwarze Bergkänguru (Osphranter bernardus) ist eine Beuteltierart aus der Familie der Kängurus (Macropodidae). Es ist der kleinste und seltenste Vertreter der Bergkängurus.

## Merkmale
Schwarze Bergkängurus erreichen stehend eine Höhe von 0,8 bis 1 Meter und ein Gewicht von 13 bis 22 Kilogramm, wobei die Männchen deutlich größer werden als die Weibchen. Damit erreichen sie nur rund zwei Drittel der Ausmaße des gewöhnlichen Bergkängurus. Das raue und zottelige Fell ist bei den Männchen dunkelbraun, fast schwarz gefärbt, die Weibchen sind heller, eher gräulich. Wie bei den meisten Kängurus sind die Hinterbeine deutlich länger und kräftiger als die Vorderbeine und der Schwanz ist lang und muskulös. Der Kopf ist durch die verhältnismäßig kleinen Ohren charakterisiert, die schwarze Schnauze ist unbehaart.

## Verbreitung und Lebensraum
Schwarze Bergkängurus sind ausschließlich im Arnhemland im australischen Northern Territory verbreitet, wo sie meist in gebirgigen Regionen leben. Der Großteil ihres Verbreitungsgebietes liegt im Kakadu-Nationalpark. Ihr Lebensraum umfasst sowohl Eukalyptuswälder als auch offene Heidelandschaften.

## Lebensweise
Diese Tiere sind sehr scheu und schwer zu beobachten, sie gehören daher zu den am wenigsten erforschten Kängurus. Sie dürften vorwiegend dämmerungsaktiv sein und am Tag als auch in der Mitte der Nacht ruhen. Sie leben einzelgängerisch, ihre Nahrung ist rein pflanzlich und besteht vorwiegend aus Gräsern. Nach einer 31- bis 36-tägigen Tragzeit bringt das Weibchen meist ein einzelnes Jungtier zur Welt, das seine ersten Lebensmonate im Beutel der Mutter verbringt.

## Systematik
Gemeinsam mit dem Bergkänguru und dem Antilopenkänguru bildet das Schwarze Bergkänguru die Gruppe der Bergkängurus innerhalb der Gattung Osphranter zu der außerdem das Rote Riesenkänguru (Osphranter rufus) gehört.
Der Artzusatz im wissenschaftlichen Namen ehrt Bernard Woodward, den ersten Kurator des Western Australia Museum.

## Bedrohung
Das Schwarze Bergkänguru galt bereits als ausgestorben, da es zwischen 1914 und 1969 nicht gesichtet wurde. Heute lebt eine kleine Population in einem begrenzten Verbreitungsgebiet. Da dieses aber kaum besiedelt ist, dürfte die Population stabil sein. Die IUCN listet die Art als „gering gefährdet“ (near threatened).